# US Open 2023

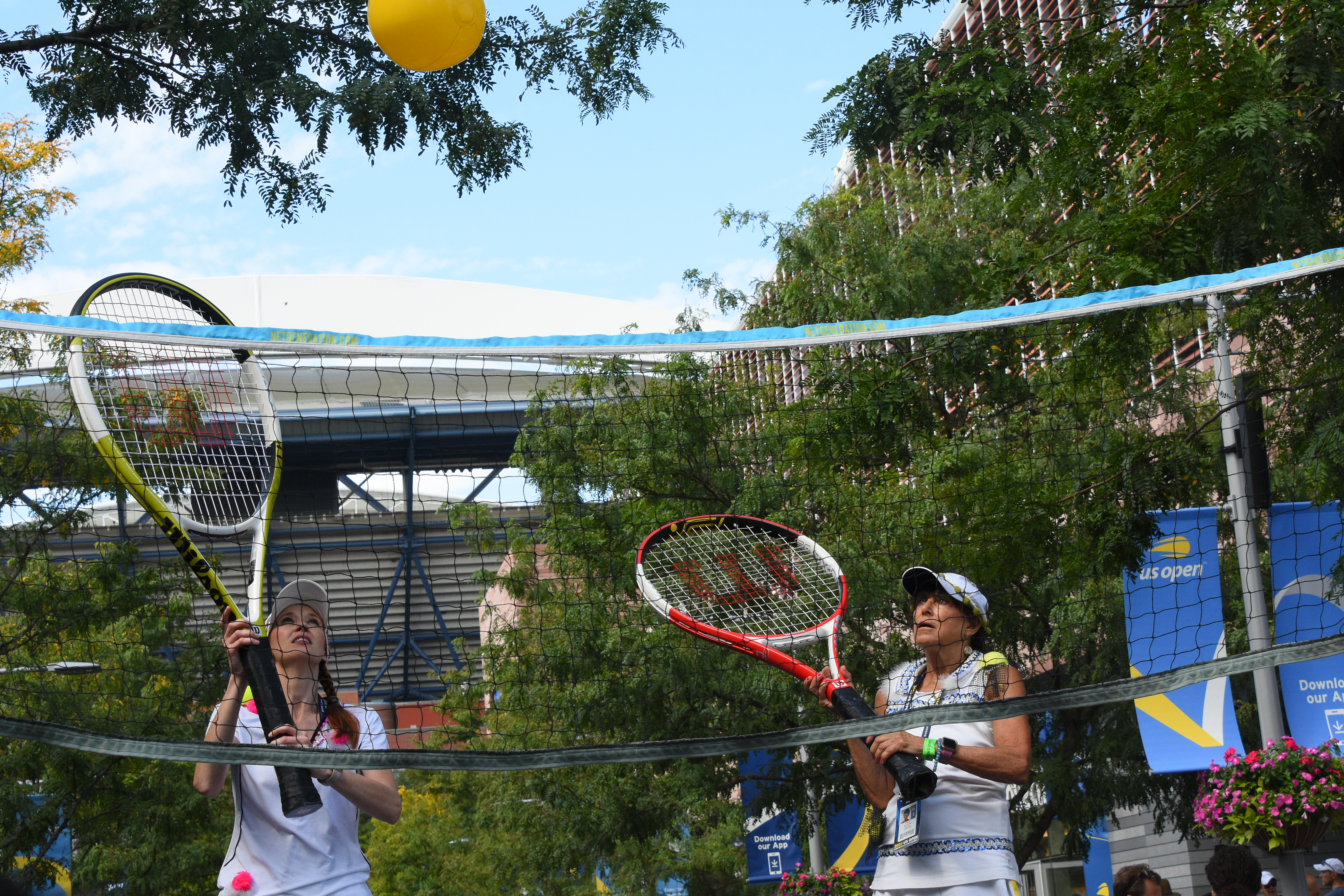
Dues dones jugant amb raquetes de tenis gegants a l'US Open 2023

L'Obert dels Estats Units 2023, conegut oficialment com a US Open 2023, és una competició de tennis masculina i femenina disputada sobre pista dura que pertany a la categoria de Grand Slam. La 143a edició del torneig es va celebrar del 28 d'agost a el 10 de setembre de 2023 al complex USTA Billie Jean King National Tennis Center de Flushing Meadows, Nova York, Estats Units.

## Resum
- El serbi Novak Đoković va guanyar el 24è títol individual de Grand Slam de la seva trajectòria, ampliant la distància amb el segon en la classificació de més títols de Grand Slam individuals. Amb aquest títol empata amb Margaret Court com els tennistes amb més títols de Grand Slam individuals. També va ser el quart títol de US Open i el tercer títol de Grand Slam de la temporada, només li va faltar el de Wimbledon, en el qual fou finalista. Aquest resultat li va permetre recuperar el número 1 del rànquing individual. En la final va derrotar el rus Daniïl Medvédev, que disputava la seva tercera final del US Open i és l'únic títol de Grand Slam que ha guanyat.[1]

- L'estatunidenca Coco Gauff va guanyar el primer títol de Grand Slam del seu palmarès després d'una final individual perduda, i dues més en dobles femenins. En la final va derrotar la belarussa Arina Sabalenka, que podia aconseguir el segon títol de Grand Slam de la temporada, i que en finalitzar el torneig va esdevenir número 1 del rànquing individual per primera vegada en la seva trajectòria.[2]

- La parella masculina formada per l'estatunidenc Rajeev Ram i el britànic Joe Salisbury van reeditar el títol amb la tercera corona consecutiva, primera vegada que s'aconseguia aquesta fita en l'Era Open. Aquest va ser el quart títol de Grand Slam que aconseguia la parella.[3]

- La parella formada per la canadenca Gabriela Dabrowski i la neozelandesa Erin Routliffe van guanyar el primer títol de Grand Slam del seu palmarès. Dabrowski va esdevenir la primera canadenca en guanyar un Grand Slam de dobles mentre que Routliffe va esdevenir la primera neozelandesa en guanyar el US Open. La parella va formar-se tot just el mes abans i disputaven el quart torneig juntes.[4]

- La parella formada per la kazakh Anna Danilina i el finlandès Harri Heliövaara van guanyar el primer títol de Grand Slam de les seves respectives trajectòries. Destaca el fet que aquest era el primer torneig que disputaven junts, i de fet, es van conèixer en començar el torneig.[5][6]

## Campions/es

### Elit
| Categoria          | Campions/es                       | Finalistes                      | Resultat         |
| ------------------ | --------------------------------- | ------------------------------- | ---------------- |
| Individual masculí | Novak Đoković                     | Daniïl Medvédev                 | 6−3, 7−6(5), 6−3 |
| Individual femení  | Coco Gauff                        | Arina Sabalenka                 | 2−6, 6−3, 6−2    |
| Dobles masculins   | Rajeev Ram Joe Salisbury          | Rohan Bopanna Matthew Ebden     | 2−6, 6−3, 6−4    |
| Dobles femenins    | Gabriela Dabrowski Erin Routliffe | Laura Siegemund Vera Zvonariova | 7−6(9), 6−3      |
| Dobles mixts       | Anna Danilina Harri Heliövaara    | Jessica Pegula Austin Krajicek  | 6−3, 6−4         |

### Júniors
| Categoria          | Campions/es                  | Finalistes                        | Resultat         |
| ------------------ | ---------------------------- | --------------------------------- | ---------------- |
| Individual masculí | João Fonseca                 | Learner Tien                      | 4−6, 6−4, 6−3    |
| Individual femení  | Katherine Hui                | Tereza Valentová                  | 6−4, 6−4         |
| Dobles masculins   | Max Dahlin Oliver Ojakaar    | Federico Bondioli Joel Schwärzler | 3−6, 6−3, [11−9] |
| Dobles femenins    | Mara Gae · Anastasiia Gureva | Sara Saito Nanaka Sato            | 1−6, 7−5, [10−8] |